# Torino FC
Torino Football Club (phát âm tiếng Ý: [toˈriːno]), có nghĩa là Câu lạc bộ bóng đá Torino, là một câu lạc bộ bóng đá chuyên nghiệp thuộc thành phố Torino (Turin) của Ý. Biệt danh của đội là I Granata (Màu Hạt dẻ) hoặc Il Toro (Bò đực). Đội được biết đến với tên gọi A.C. Torino đến năm 1970, và Torino Calcio từ năm 1970 đến 2005.

## Lịch sử hình thành
Được thành lập như câu lạc bộ bóng đá Torino vào năm 1906, Torino là một trong những câu lạc bộ thành công nhất tại Ý với bảy chức vô địch, trong đó có năm chức vô địch liên tiếp (một kỷ lục gắn với Juventus và Inter) tại thời điểm Grande Torino, được công nhận rộng rãi như là một trong những đội mạnh nhất của năm 1940. Và cũng ở thời điểm này toàn bộ đội đã bị chết trong thảm họa máy bay 1949 Superga. Họ cũng đã giành Coppa Italia năm lần, cuối cùng trong số đó là ở mùa 1992-93. Ở châu Âu, Torino giành Mitropa Cup vào năm 1991 và đã lọt vào chung kết tại UEFA Cup năm 1991-1992.Trong bảng xếp hạng toàn bộ lich sử của Serie A, trong đó có tính đến tất cả các câu lạc bộ đã chơi trong giải đấu ít nhất một lần, Torino chiếm vị trí thứ 8, đã tham gia vào 71 của 83 lần giải được tổ chức. Kình địch lớn nhất của đội bóng là câu lạc bộ cùng thành phố Juventus. Torino kết thúc mùa giải 2015-16 ở vị trí thứ 12.

## Danh hiệu
- Serie A

- Vô địch (8): 1926-27,1927–28, 1942–43, 1945–46, 1946–47, 1947–48, 1948–49, 1975–76
- Á quân (7): 1907,1914–15,1928–29,1938–39,1941–42,1976–77,1984–85

- Coppa Italia

- Vô địch (5): 1935–36, 1942–43, 1967–68, 1970–71,1992–93
- Á quân (8):1937–38, 1962–63, 1963–64, 1969–70, 1979–80, 1980–81, 1981–82,1987–88

### Châu Âu
- UEFA Cup

- Á quân (1): 1991–92

## Cầu thủ

### Đội hình hiện tại
Tính đến ngày 8/9/2024.
Ghi chú: Quốc kỳ chỉ đội tuyển quốc gia được xác định rõ trong điều lệ tư cách FIFA. Các cầu thủ có thể giữ hơn một quốc tịch ngoài FIFA.
| Số | VT | Quốc gia               | Cầu thủ                             |
| -- | -- | ---------------------- | ----------------------------------- |
| 1  | TM | Ý                      | Alberto Paleari                     |
| 2  | HV | Cộng hòa Dân chủ Congo | Brian Bayeye                        |
| 3  | HV | Hà Lan                 | Perr Schuurs                        |
| 4  | HV | Ba Lan                 | Sebastian Walukiewicz               |
| 5  | HV | Maroc                  | Adam Masina                         |
| 7  | TĐ | Pháp                   | Yann Karamoh                        |
| 8  | TV | Serbia                 | Ivan Ilić                           |
| 9  | TĐ | Paraguay               | Antonio Sanabria                    |
| 10 | TV | Croatia                | Nikola Vlašić                       |
| 13 | HV | Chile                  | Guillermo Maripán                   |
| 16 | HV | Na Uy                  | Marcus Pedersen (mượn từ Feyenoord) |
| 17 | TM | Ý                      | Antonio Donnarumma                  |
| 18 | TĐ | Scotland               | Ché Adams                           |

| Số | VT | Quốc gia        | Cầu thủ                          |
| -- | -- | --------------- | -------------------------------- |
| 20 | TV | Áo              | Valentino Lazaro                 |
| 21 | HV | Pháp            | Ali Dembélé                      |
| 23 | HV | Guinea Xích Đạo | Saúl Coco                        |
| 24 | HV | Croatia         | Borna Sosa (mượn từ Ajax)        |
| 26 | TV | Thổ Nhĩ Kỳ      | Emirhan İlkhan                   |
| 27 | HV | Kosovo          | Mërgim Vojvoda                   |
| 28 | TV | Ý               | Samuele Ricci                    |
| 32 | TM | Serbia          | Vanja Milinković-Savić (đội phó) |
| 61 | TV | Pháp            | Adrien Tameze                    |
| 66 | TV | Litva           | Gvidas Gineitis                  |
| 77 | TV | Ba Lan          | Karol Linetty                    |
| 79 | TĐ | Cộng hòa Síp    | Zanos Savva                      |
| 91 | TĐ | Colombia        | Duván Zapata (đội trưởng)        |

### Cho mượn
Tính đến ngày 8/9/2024
Ghi chú: Quốc kỳ chỉ đội tuyển quốc gia được xác định rõ trong điều lệ tư cách FIFA. Các cầu thủ có thể giữ hơn một quốc tịch ngoài FIFA.
| Số | VT | Quốc gia | Cầu thủ                                              |
| -- | -- | -------- | ---------------------------------------------------- |
| —  | TM | Ý        | Matteo Brezzo (tại Fidelis Andria đến 30/6/2025)     |
| —  | TM | România  | Mihai Popa (tại CFR Cluj đến 30/6/2025)              |
| —  | HV | Ý        | Alessandro Dellavalle (tại Modena đến 30/6/2025)     |
| —  | HV | Albania  | Kevin Haveri (tại Campobasso đến 30/6/2025)          |
| —  | HV | Pháp     | Ange Caumenan N'Guessan (tại NK Bravo đến 30/6/2025) |

| Số | VT | Quốc gia | Cầu thủ                                          |
| -- | -- | -------- | ------------------------------------------------ |
| —  | HV | Gruzia   | Saba Sazonov (tại Empoli đến 30/6/2025)          |
| —  | TV | Ý        | Tommaso Di Marco (tại Juve Stabia đến 30/6/2025) |
| —  | TĐ | Ý        | Pietro Pellegri (tại Empoli đến 30/6/2025)       |
| —  | TĐ | Ý        | Nicola Rauti (tại Vicenza đến 30/6/2025)         |
| —  | TĐ | Sénégal  | Demba Seck (tại Catanzaro đến 30/6/2025)         |